# Роман Фёдорович Кобринский
Рома́н Фёдорович (ум. 1431) — удельный князь кобринский из династии Гедиминовичей. Внук великого князя литовского Ольгерда.
Роман — сын князя Фёдора Ратненского, после смерти которого разделил вместе с младшими братьями Гурко и Сангушко отцовский удел. Впервые Роман упоминается под 1387 годом как поручитель за Олехну Дмитриевича. После восшествия Ягайло на польский престол Роман как и многие другие литовские князья жил при королевском дворе.
В 1393 году возглавил новгородцев в походе на Москву (упоминается как князь Роман Литовский), в 1394 году — под Псков. 14 феврал 1404 года право Романа на наследственное владение Кобрином, Грушевом, Несухожем и Милановичами было подтверждено его дядей великим князем литовским Витовтом. С 1411 года находился при дворе Ягайло, последний раз упоминается под 1417 годом. После его смерти Кобринское княжество унаследовал его единственный известный сын Семён. По мнению украинского историка Войтовича, у Романа также была дочь Анастасия, которая была женой князя острожского Дашко Фёдоровича и умерла около 1420 года.
Долгое время в историографии считалось, что Роман последний раз в документах упоминается в 1416 году. Однако позднее стало известно, что в 1430 году Роман был ещё жив. По мнению Яна Тенговского, вероятно, Роман был убит в битве с поляками во время Луцкой войны, в 1431 году, о чём известно из сообщения хрониста Яна Другоша. Однако Длугош, вероятно, ошибочно называет погибшим сына Романа, Семёна.